# Уильям, граф Монте-Сант-Анджело
Уильям (умер после 1104 г.) — граф Монте-Сант-Анджело с 1102 по 1104 гг., сменивший своего брата Генри после его смерти, предположительно, 21 декабря 1102 г.
Согласно Chronica Montasterii Casinensis, написанного Львом Остийским, Уильям (Guilelmus), которого Лев называет «comes civitatis montis Sancti Michahelis archangeli» («граф города Святого Михаила Архангела»), в апреле 1100 сделал пожертвование Монтекассино. В отрывке упоминается его брат, но ничего не написано о его смерти; вероятно, он уже умер к этому времени.
В октябре 1104 г. Роджер Борса, герцог Апулии и сюзерен Уильяма, осадил Уильяма в Монте-Сант-Анджело и затем изгнал, упразднив его графство. Дальнейшая судьба Уильяма неизвестна.